# فرانک دانیل
فرانک دانیل (چکی: Frank Daniel; ۱۴ آوریل ۱۹۲۶ – ۲۹ مارس ۱۹۹۶) کارگردان فیلم، فیلم‌نامه‌نویس و تهیه‌کننده فیلم اهل جمهوری چک بود. وی مدتی یکی از روسای دانشگاه کلمبیا، رئیس دانشکده سینما و تلویزیون آکادمی هنرهای نمایشی پراگ، رئیس انستیتوی فیلم آمریکا و رئیس دپارتمان هنرهای سینمایی دانشگاه کالیفرنیای جنوبی بود. او همچنین مدیر هنری مؤسسه ساندنس بود. او به خاطر توسعهٔ الگوی سکانس‌بندی در فیلم‌نامه‌نویسی شناخته می‌شود، که در آن یک فیلم با ساختار کلاسیک می‌تواند به سه پرده و در مجموع هشت سکانس خاص تقسیم شود.
از فیلم‌ها یا مجموعه‌های تلویزیونی که وی در آن‌ها نقش داشته است، می‌توان به مشارکت در تهیهٔ فیلم فروشگاه در خیابان اصلی اشاره نمود.